# The Strad
The Strad — ежемесячный журнал, посвящённый струнным смычковым инструментам и академической музыке, исполняемой на этих инструментах. Основан в 1890 г., выходит в Лондоне. Названием журнала стало сокращённое наименование струнного инструмента, созданного Антонио Страдивари.
На страницах журнала освещается репертуар для струнных, биография и творчество выдающихся исполнителей, работа мастеров, изготавливающих музыкальные инструменты, исполнительские конкурсы, новости звукозаписи и т. п.